# Perus geografi
Peru er et land i Sydamerika, målt efter areal, det 20. største land i verden. Til sammenligning er Peru en smule mindre end Alaska eller ⅔ af Mexico. Landet grænser op til Ecuador og Colombia mod nord, Brasilien mod øst, Bolivia mod sydøst, Chile mod syd og Stillehavet mod vest. Landet inddeles i tre større geografiske regioner: Costa'en mod vest, sierra'en i Andesbjergene og selva'en, der strækker sig ud mod øst. Det højeste punkt er Huascarán på Altiplano-plateauet med en højde på 6.768 m. Kystlinjen er på 2.414 km.

## Areal
Areal
- Totalt: 1.285.220 km²
- Land: 1,28 mio. km²
- Vand: 5.220 km²

- Wikimedia Commons har flere filer relateret til Perus geografi

## Ekstern henvisning
- The World Factbook – Geography of Peru Arkiveret 5. november 2016 hos  Wayback Machine

10°02′S 77°01′V / 10.03°S 77.02°V